# Charles Lucien Bonaparte
Charles Lucien Jules Laurent Bonaparte, II Príncipe de Canino y Musignano (París, 24 de mayo de 1803 - París, 29 de julio de 1857), fue un naturalista, político y ornitólogo francés. Hijo de Lucien Bonaparte y sobrino del emperador Napoleón Bonaparte.

## Primeros años de vida
Bonaparte creció en Italia, antes de dejar Italia había descubierto una nueva especie de carricerín, el carricerín real (Acrocephalus melanopogon). Ostentó los títulos propios de II Príncipe de Canino y Musignano.

### Matrimonio e hijos
Después de casarse con su prima Zenaida (Zenaïde Charlotte Julie Bonaparte) el 29 de junio de 1822 en Bruselas, viajó a los Estados Unidos. Y en el viaje a América recogió especímenes de una nueva especie de petrel o paíño, el petrel de Wilson (Oceanites oceanicus). Al llegar a Estados Unidos presentó un artículo sobre la nueva especie, que fue bautizada en honor de Alexander Wilson. El género de palomas Zenaida fue descrito por él y dedicado a su esposa.
Tuvo ocho hijos:
- José Luciano Bonaparte (1824-1865).
- Luciano Napoleón Bonaparte (1828-1895), cardenal.
- Julie Bonaparte (1830-1900).
- Carlota Bonaparte (1832-1901).
- María Bonaparte (1835-1890).
- Augusto Bonaparte (1836-1900).
- Napoléon Carlos Bonaparte (1839-1899).
- Matilde Bonaparte (1840-1861).

## Vida pública
Bonaparte se dedicó entonces a actualizar la obra de Wilson American Ornithology. La versión revisada fue publicada entre 1825 y 1833.
En 1824 Bonaparte intentó que el entonces desconocido John James Audubon fuera aceptado por la Academia de Ciencias Naturales, pero su aceptación fue rechazada por la oposición del ornitólogo George Ord.
A finales de 1826 Bonaparte y su familia regresaron a Europa. Visitó Alemania, donde conoció a Philipp Jakob Cretzschmar, e Inglaterra, donde conoció a John Edward Gray en el Museo Británico y renovó su amistad con Audubon.
En 1828 se instaló en Roma con su familia. Entre 1832 y 1841 Bonaparte publicó su obra sobre los animales de Italia, Iconografía della Fauna Italica. Se exilió en 1849, a causa de su implicación en un movimiento pronacionalista, y murió en París.

## Abreviatura (zoología)
La abreviatura Bonaparte  se emplea para indicar a Charles Lucien Bonaparte como autoridad en la descripción y taxonomía en zoología.

## Obra
- Collected pamphlets. 1824-26.
- Additions to the ornithology of the United States. Filadelfia 1825.
- American ornithology or The natural history of birds inhabiting the United States. Mitchell, Filadelfia 1825-33.
- Description of a new species of South American Fringilla. Filadelfia 1825.
- Descriptions of ten species of South American birds. Filadelfia 1825.
- Observations on the nomenclature of Wilson's ornithology. Finley, Filadelfia 1826.
- Sulla seconda edizione del Regno animale del Barone Cuvier. Marsigli, Boloña 1830.
- Cenni sopra le variazioni a cui vanno soggette la farfalle del gruppo Melitaea. 1831.
- Di una nuova specie d'uccello dell'Isola di Cuba. Florencia 1831.
- Iconografia della Fauna Italica per le quattro Classi degli Animali Vertebrati. Salvineci & Filippo, Rom 1832-41.
- Saggio d'una distribuzione metodica degli animali vertebrati a sangue freddo. Boulzaler, Roma 1832.
- Notices and descriptions of new or interesting birds from Mexico and South America. Londres 1837.
- A geographical and comparative list of the birds of Europe and North America. van Voorst, Londres 1838.
- Amphibia europea ad systema nostrum vertebratorum ordinata. Turin 1840.
- A new systematic arrangement of vertebrated animals. Taylor, Londres 1841.
- Catalogo metodico degli uccelli europei. Boloña 1842.
- Osservazioni sullo stato della zoologia in Europa in quanto di vertebrati nell'anno 1840-1841. Florencia 1842.
- Genus novum fringillinarum, bustamantia capilaurea. Boloña 1844.
- Catalogo metodico dei mammiferi europei. Mailand 1845.
- Observations on the state of zoology in Europe, as regards the Vertebrata. Londres 1845.
- Parere del presidente della sezione sig. principe Carlo Bonaparte e della commissione da lui nominata per lo esame dell'anzidetta memoria del prof. de Nanzio. Neapel 1845.
- Catalogo metodico dei pesci Europei. Fibreno, Neapel 1846.
- Bonaparte, C.L. (1850). Conspectus generum avium (en latín). Tomo I. pp. [1–5], 1–543. Lugduni Batavorum (Leida): E.J. Brill. Disponible en Biodiversitas Heritage Library.

- Monographie des loxiens. Arnz, Leiden 1850.
- Notes ornithologiques sur les collections rapportées en 1853 par M. A. Delattre. Mallet-Bachelier, París 1854.
- American Ornithology, or, The Natural History of Birds Inhabiting the United States... Cuatro vols. publicados inicialmente en Filadelfia entre 1825-1833.

Digital Library

## Literatura
- Casanova, A. G. Carlo Bonaparte. Gangemi, Roma 1999.
- Tyson Stroud, P. The emperor of nature. Filadelfia 2000.